# Cratere Kylli
Kylli  è un cratere sulla superficie di Venere.